# Zahava Burack
Zahava Burack (* 14. Dezember 1932 in Nowy Korczyn, Polen; † 28. September 2001 in Palm Beach, Florida) war eine polnische Holocaust-Überlebende, Philanthropin und politische Aktivistin.
Sie überlebte als Jüdin den Holocaust. Gemeinsam mit ihren zwei Schwestern, den Eltern und einem Cousin verbrachte sie zwei Jahre in einem winzigen Versteck unter dem Fußboden eines Hauses polnischer katholischer Bauern, die sie mit Nahrung versorgten. Nach der Befreiung waren die Buracks kaum in der Lage, zu gehen, zudem waren sie vom Tageslicht geblendet, das sie in ihrem Versteck entbehren mussten. Zahava Burack kam dann zunächst nach Palästina und siedelte später in die USA um. Die letzten 40 Jahre ihres Lebens verbrachte sie in Westchester County; anerkannt als Philanthropin, Gemeinschaftsführerin und politische Aktivistin (sie erhielt zum Beispiel Besuch durch den US-Präsidenten Jimmy Carter). 1986 machte sie ihre einstigen Wohltäter, Stephania and Josef Macugowski, ausfindig und sorgte dafür, dass diese in den Vereinigten Staaten geehrt wurden. Zahava Burack erlag 2001 einem Krebsleiden.